# Masken (1920)
Masken ist ein dreiteiliger Episodenfilm (1. Mister Rex. - 2. Varieté. - 3. Ein Trappistenkloster).

## Handlung
Albert Bassermann spielt in diesem Film einen betrogenen Gatten, einen alternden Pierrot und einen in Versuchung geführten Mönch.

## Hintergrund
Regie führte William Wauer. Produzent war Jules Greenbaum für die Greenbaum-Film GmbH (Berlin). Der schwarzweiße Stummfilm hat eine Länge von 1947 Metern, ca. 106 Minuten, in fünf Akten im Format 35 mm und ein Seitenverhältnis von 1:1,33.
Die Kulissen sind expressionistisch, sie wurden von einigen Künstlern entworfen, die bereits beim Film Das Cabinet des Dr. Caligari mitgewirkt hatten. Der Film wurde von der Zensur am 2. August 1920 (B.00192) geprüft und mit einem Jugendverbot belegt. Die Uraufführung war am 10. September 1920 in Berlin im Motivhaus in der Hardenbergstraße.